# Bulbophyllum tjadasmalangense
Bulbophyllum tjadasmalangense är en orkidéart som beskrevs av Johannes Jacobus Smith. Bulbophyllum tjadasmalangense ingår i släktet Bulbophyllum och familjen orkidéer. Inga underarter finns listade i Catalogue of Life.